# 维米
维米（法語：Vimy，法語發音：[vimi]）是法国上法兰西大区加来海峡省的一个市镇，位于该省东北部，属于阿拉斯区。

## 地理
维米（50°22'21"N, 2°48'38"E）面积11.33 平方千米，位于法国上法蘭西大區加来海峡省，该省份为法国北部沿海省份，西北濒北海，南至索姆省，东临北部省。
与维米接壤的市镇（或旧市镇、城区）包括：阿维翁、维莱尔瓦尔、阿尔勒昂戈埃勒、法尔比、日旺希昂戈埃勒、梅里库尔、讷维尔圣瓦、泰吕。
维米的时区为UTC+01:00、UTC+02:00（夏令时）。

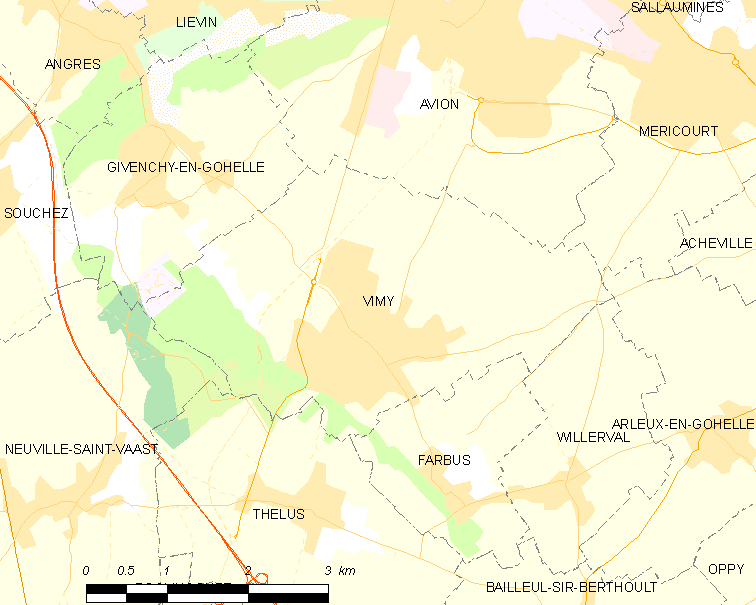
维米的OSM定位图

## 行政
维米的邮政编码为62580，INSEE市镇编码为62861。

## 政治
维米所属的省级选区为列万县。

## 人口

1962-2008年间维米人口变化图示

维米于2022年1月1日时的人口数量为4281人。